# Jezioro Przydrożne
Jezioro Przydrożne (niem. Annahofer See) – niewielkie jezioro w Bruździe Zbąszyńskiej, w powiecie międzyrzeckim, w gminie Pszczew, położone na terenie Pszczewskiego Parku Krajobrazowego.
Jezioro otoczone lasami, leży około 3,5 km na południe od miejscowości Pszczew, kilkaset metrów na zachód od jeziora Chłop. Misa jeziora ma wydłużony kształt, który jest charakterystyczny dla jezior rynnowych.